# Nereis persica
Nereis persica är en ringmaskart som beskrevs av Fauvel 1911. Nereis persica ingår i släktet Nereis och familjen Nereididae. Inga underarter finns listade i Catalogue of Life.